# Megasis acomptella
Megasis acomptella är en fjärilsart som beskrevs av Émile Louis Ragonot 1888. Megasis acomptella ingår i släktet Megasis och familjen mott. Inga underarter finns listade i Catalogue of Life.